# Torre de la Castlania
La Torre de la Castlania, també conegut com el Mas de la Castlania o la Casa Canela, és un dels edificis més antics del centre de Terrassa, protegit com a bé cultural d'interès local. Està situat vora el torrent de Vallparadís.

## Descripció
Antiga casa pairal, la façana conserva la tipologia del mas català. Dels elements nobles de la façana que s'han pogut conservar hi ha el portal adovellat de mig punt, amb escultures figuratives a la clau de les dovelles, un escut i un altre relleu a cada banda de la clau. L'alta tanca que envolta l'edifici impedeix veure el portal des del carrer.
Conserva també una finestra gòtica al damunt de la porta, en forma d'arc conopial, decorat amb cresteries de pedra i amb unes interessants impostes esculpides amb uns dracs que lluiten amb altres animals.

## Història
Es tracta d'un dels edificis més remarcables dels que formaven part de la quadra de Vallparadís. Va ser bastit entre el 1319 i el 1323. Cap al 1875 el casal mantenia la seva integritat. Tanmateix, un incendi (5 d'octubre del 1885) el deixà molt malmès.